# Хоровод (фільм, 2007)
«Круговерть» (пол. Korowód — польський фільм режисера Єжи Штура. За жанром є гібридом пригодницького фільму і ліричної драми. В україно- та російськомовних кінооглядах зазвичай фігурує під назвою «Хоровод», що є надто буквальним, але далеким від змісту фільма, перекладом польської назви. В англомовному кінопрокаті називався «Зигзаги долі» (англ. Twists of Fate).

## Сюжет
Бартек (Каміль Мачковяк) — студент, який заробляє гроші будь-якими доступними способами, включаючи плагіат (він пише за гроші курсові та дипломні роботи для інших студентів). Одного разу в поїзді він зауважує дивного пасажира, який удавано випадково забуває свої речі і зникає. З цікавості Бартек привласнює його мобільний телефон і вплутується в історію, коріння якої ведуть до часів останніх репресій згасаючого комуністичного режиму в Польщі. Поки він йде по сліду таємничого незнайомця, хмари згущаються і над його особистим життям, і над ним самим, між тим як за його дівчиною (Кароліна Горчица) слідкує ще один таємничий незнайомець (Мацей Штур) …

## В ролях
- Каміль Мачковяк — Бартек, студент-плагіатор
- Кароліна Горчица — Кася, його подруга
- Катаржина Мацьонг — Уля, його нова знайома
- Ян Фрич — професор Здіслав Домбровський
- Олександра Конечна — Ірена, дружина професора
- Мацей Штур — Томек
- Матильда Бачіньска — Мариня, дочка Ірени і Здіслава
- Єжи Штур — ректор